# Tristagma porrifolium
Tristagma porrifolium là một loài thực vật có hoa trong họ Amaryllidaceae. Loài này được (Poepp.) Traub miêu tả khoa học đầu tiên năm 1963.